# Sennecey-le-Grand
Cet article possède un paronyme, voir Sancey-le-Grand.
Sennecey-le-Grand est une commune française située dans le département de Saône-et-Loire, en région Bourgogne-Franche-Comté.

## Géographie

### Climat
Pour des articles plus généraux, voir Climat de la Bourgogne-Franche-Comté et Climat de Saône-et-Loire.
En 2010, le climat de la commune est de type climat océanique dégradé des plaines du Centre et du Nord, selon une étude du Centre national de la recherche scientifique s'appuyant sur une série de données couvrant la période 1971-2000. En 2020, Météo-France publie une typologie des climats de la France métropolitaine dans laquelle la commune est exposée à un climat semi-continental et est dans la région climatique Bourgogne, vallée de la Saône, caractérisée par un bon ensoleillement (1 900 h/an), un été chaud (18,5 °C), un air sec au printemps et en été et des vents faibles.
Pour la période 1971-2000, la température annuelle moyenne est de 11,2 °C, avec une amplitude thermique annuelle de 17,8 °C. Le cumul annuel moyen de précipitations est de 856 mm, avec 11 jours de précipitations en janvier et 7,3 jours en juillet. Pour la période 1991-2020, la température moyenne annuelle observée sur la station météorologique de Météo-France la plus proche, « Saint-Marcel », sur la commune de Saint-Marcel à 15 km à vol d'oiseau, est de 12,3 °C et le cumul annuel moyen de précipitations est de 818,4 mm. 
La température maximale relevée sur cette station est de 41,8 °C, atteinte le 12 août 2003 ; la température minimale est de −20 °C, atteinte le 16 janvier 1985,,.
Les paramètres climatiques de la commune ont été estimés pour le milieu du siècle (2041-2070) selon différents scénarios d'émission de gaz à effet de serre à partir des nouvelles projections climatiques de référence DRIAS-2020. Ils sont consultables sur un site dédié publié par Météo-France en novembre 2022.

## Urbanisme

### Typologie
Au 1er janvier 2024, Sennecey-le-Grand est catégorisée bourg rural, selon la nouvelle grille communale de densité à sept niveaux définie par l'Insee en 2022.
Elle appartient à l'unité urbaine de Sennecey-le-Grand, une unité urbaine monocommunale constituant une ville isolée,. Par ailleurs la commune fait partie de l'aire d'attraction de Chalon-sur-Saône, dont elle est une commune de la couronne,. Cette aire, qui regroupe 109 communes, est catégorisée dans les aires de 50 000 à moins de 200 000 habitants,.

### Occupation des sols
L'occupation des sols de la commune, telle qu'elle ressort de la base de données européenne d’occupation biophysique des sols Corine Land Cover (CLC), est marquée par l'importance des territoires agricoles (60,8 % en 2018), une proportion sensiblement équivalente à celle de 1990 (60,4 %). La répartition détaillée en 2018 est la suivante : terres arables (28,7 %), forêts (27,6 %), prairies (16,9 %), zones agricoles hétérogènes (15,2 %), zones urbanisées (8,6 %), mines, décharges et chantiers (1,9 %), milieux à végétation arbustive et/ou herbacée (1,1 %). L'évolution de l’occupation des sols de la commune et de ses infrastructures peut être observée sur les différentes représentations cartographiques du territoire : la carte de Cassini (XVIIIe siècle), la carte d'état-major (1820-1866) et les cartes ou photos aériennes de l'IGN pour la période actuelle (1950 à aujourd'hui).

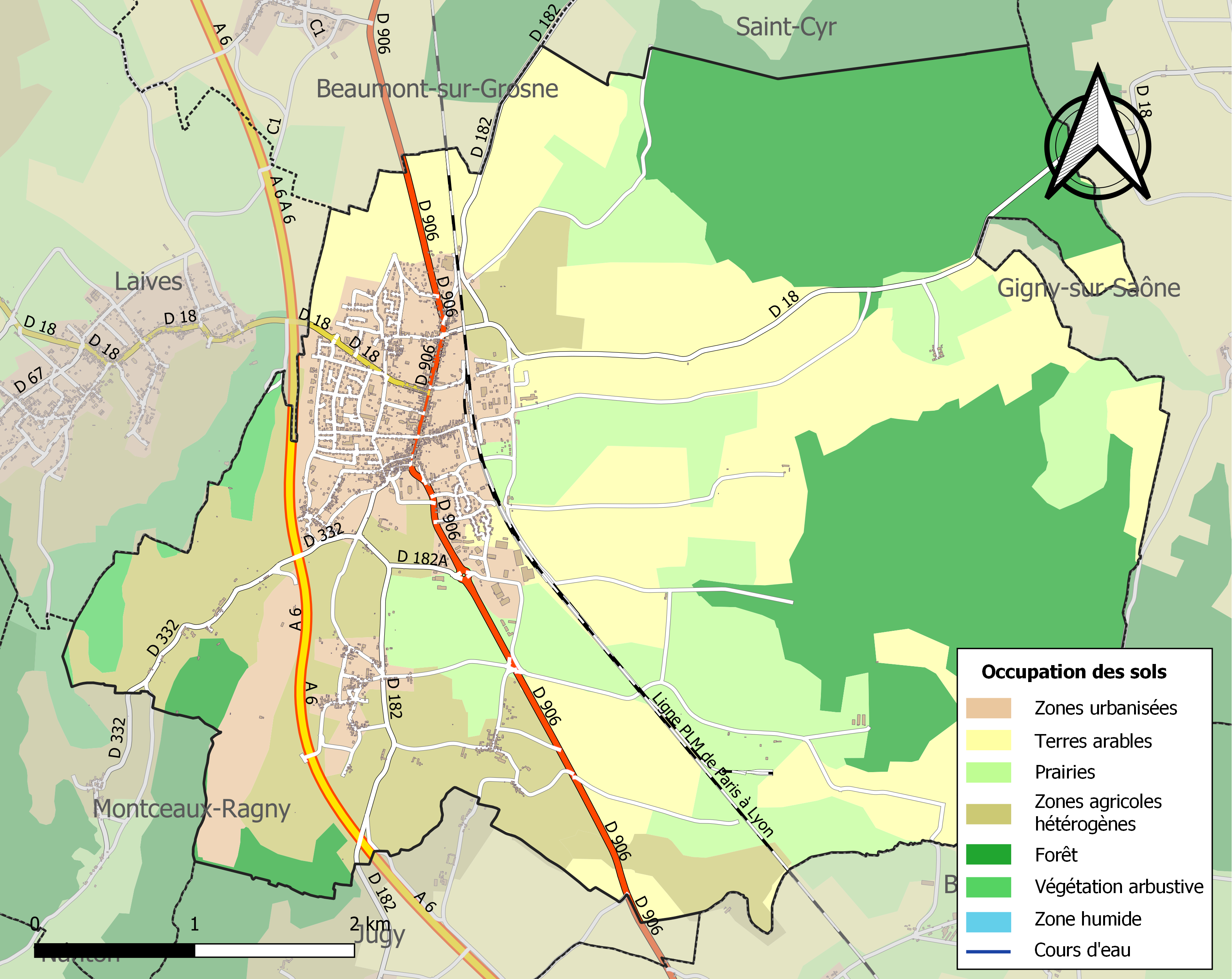
Carte des infrastructures et de l'occupation des sols de la commune en 2018 (CLC).

## Toponymie

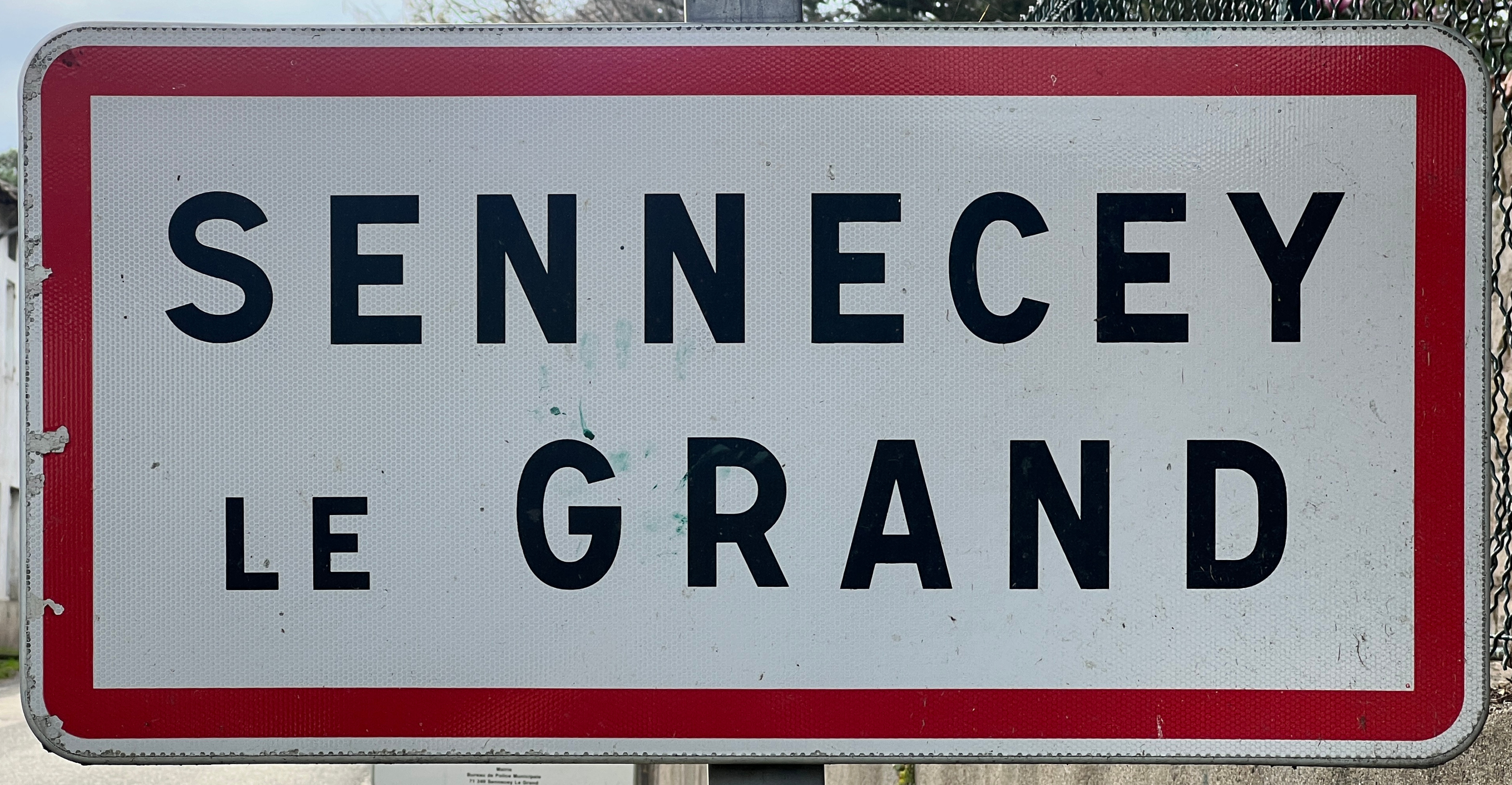
Panneau d'entrée dans le village.

Sennecey s'appelait initialement  Siniciacus. Ce mot devint Seniciacus puis  Seneceyo, Seneceyum, Senesce, Senecey, Sennecey et enfin Sennecey-le-Grand.

## Histoire
La seigneurie locale s'étala sur sept siècles, de 1113 à 1846.

### Du moyen-âge au XIXe siècle
À la veille de la Révolution, Sennecey-le-Grand disposait d'un relais de poste aux chevaux, implanté entre celui de Chalon-sur-Saône et celui de Tournus, disposant de 28 chevaux (en 1786).
Au cours de la Révolution française, la commune porta provisoirement le nom de Grand-Sennecey. Institué chef-lieu de canton en 1790, il le demeure jusqu'en 2015, date à laquelle le canton disparaît pour être intégré dans le canton de Tournus.
En 1821, l'architecte Zolla construit le lavoir.
En 1824, l'ultime seigneur de Sennecey, le duc de Poix, cède son château délabré à la commune de Sennecey-le-Grand. Seules les dépendances et les quatre bastions d’angle sont conservés, et la nouvelle église est inaugurée en août 1831.
Sennecey-le-Grand est au cours du XIXe siècle, un important centre d'ébénisterie, dont les artisans créent, notamment, des armoires rustiques dans le « style de Sennecey ». Les menuisiers sont établis dans le bourg de Sennecey et dans les communes environnantes de Varennes-le-Grand, Nanton, Étrigny et Lalheue. Ils ont nom Claude Petit, Jean Mauguin, François Ducard, Claude Laborier, Jean Chaux, François Dufy.

### La«bataille de Sennecey-le-Grand», 4 septembre 1944
Le 4 septembre 1944, l'avant-garde de l'armée de Lattre, dont le débarquement a lieu le 15 août en Provence, manque de carburant. C'est à hauteur de Sennecey-le-Grand que les troupes alliées s'opposent aux troupes allemandes, en reflux vers l'Alsace, équipées de canons et blindés. La virulence des Allemands provoque de violents combats. Le secteur est truffé de maquis, dont celui de Corlay à Nanton,  où se trouve le poste de commandement d'André Jarrot, chef des services gaullistes pour la Saône-et-Loire. Renforcés par les maquisards de Saint-Gengoux, les résistants, à l'offensive, convergeant vers Sennecey avec les hommes du 3e bataillon SAS qui disposent de quatre jeeps sous le commandement du lieutenant Guy de Combaud. Celles-ci effectuent un raid meurtrier  sur la route nationale 6, mais sont ensuite prises sous les tirs allemands et décimées. Les Allemands, tôt le matin, ont renforcé leur défense en investissant le village voisin de Laives et la colline de Saint-Martin qui domine ce territoire.  À cela s'ajoute une succession d'événements malheureux, comme cette bavure des avions américains mitraillant des maquisards entre Nanton et son hameau de Vincelles (7 morts). De plus, à Laives  les Allemands ciblent la population civile et fusillent seize otages. Ce n'est qu'en toute fin de journée, que les colonnes allemandes sont repoussées vers le nord, pourchassées par l'aviation alliée. Le bilan est meurtrier, avec quatre-vingt tués côté allié (FFI, SAS, soldats de la 1re Armée) et dix-sept otages fusillés. Les pertes allemandes sont difficiles à évaluer : Les estimations vont de 400 à 700 tués.
Le 5 septembre, c'est au tour de la ville de Chalon-sur-Saône, située moins de 20 km au nord, d'être libérée.

### XXeetXXIesiècles
L'année 1967 a vu la fondation à Sennecey-le-Grand d'une société savante : la Société de sciences naturelles de Sennecey-le-Grand, créée par le pharmacien R. Corrand et le forestier H. David.
Le 4 septembre 2004, la princesse Anne d'Angleterre ainsi que Michèle Alliot-Marie, ministre de la Défense, sont présentes lors de la cérémonie de commémoration du 60e anniversaire de la libération de Sennecey-le-Grand.

## Politique et administration

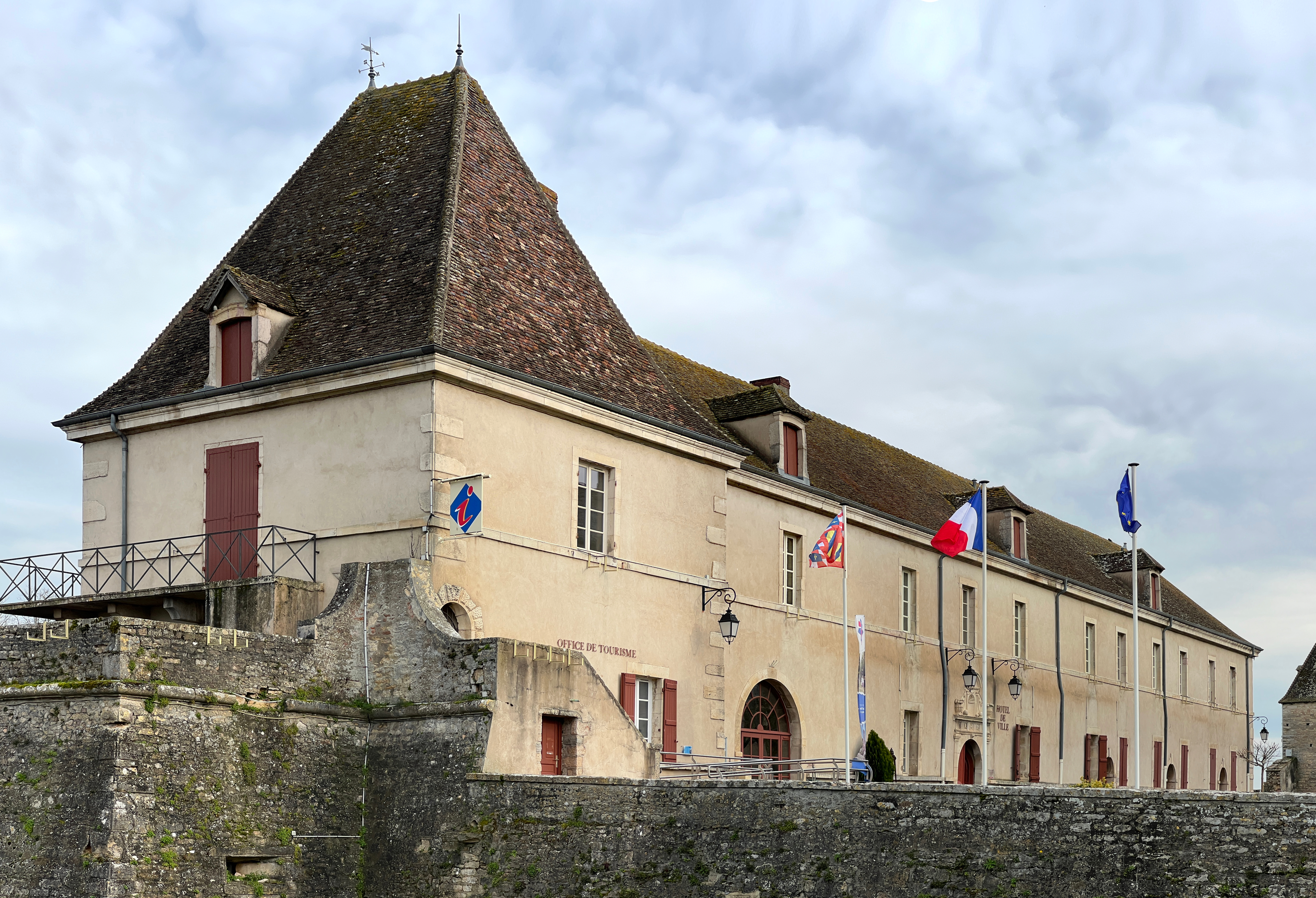
Hôtel de ville.

### Tendances politiques et résultats

#### Élections présidentielles
La ville de Sennecey-le-Grand place en tête à l'issue du premier tour de l'élection présidentielle française de 2017, Marine Le Pen (RN) avec 31,44 % des suffrages. Mais lors du second tour, Emmanuel Macron (LaREM) est en tête avec 51,20 %.

#### Élections législatives
La ville de Sennecey-le-Grand fait partie de la quatrième circonscription de Saône-et-Loire et place lors du 1er tour des élections législatives françaises de 2017 Catherine Gabrelle (LAREM) avec 22,37 % des suffrages. Mais lors du second tour, il s'agit de Cécile Untermaier (PS) qui arrivent à égalité avec 52,47 % des suffrages.
Lors du 1er tour des élections législatives françaises de 2022, Cécile Untermaier (PS), députée sortante, arrive en tête avec 30,78 % des suffrages comme lors du second tour, avec cette fois-ci, 50,65 % des suffrages.

#### Élections départementales
La ville de Sennecey-le-Grand fait partie du canton de Tournus. Les électeurs de la ville placent le binôme de Jean-Claude Becousse (DVD) et Colette Beltjens (DVD), en tête, dès le 1er tour des élections départementales de 2021 en Saône-et-Loire avec 50,29 % des suffrages.
Lors du second tour de ces mêmes élections, les habitants décideront de placer de nouveau le binôme Becousse-Beltjens en tête, avec cette fois-ci, près de 60,00 % des suffrages. Devant l'autre binôme menée par Delphine Dugué (DVG) et Mickaël Maniez (DVG) qui obtient 40,00 %. Il est important de souligner une abstention record lors de ces élections qui n'ont pas épargné la ville de Sennecey-le-Grand avec lors du premier tour 71,75 % d'abstention et au second, 69,48 %.

### Liste des maires de Sennecey-le-Grand
| Période                                  | Période         | Identité          | Étiquette    | Qualité |
| ---------------------------------------- | --------------- | ----------------- | ------------ | --- |
| 1947                                     | ?               | André Guillemaud  | RPF          | Pharmacien Conseiller général du canton de Sennecey-le-Grand (1955-1961). |
| 1972                                     | mars 1983       | Jean Bon          |              | |
| mars 1983                                | mars 1989       | Jean Gardeux      |              | |
| mars 1989                                | mars 2008       | Jean-Paul Émorine | UDF puis UMP | Agriculteur Député de la 5e circonscription de Saône-et-Loire (1993 → 1995) Sénateur de Saône-et-Loire (1995 → 2020) Conseiller général du canton de Sennecey-le-Grand (1985 → 2011) Vice-président du conseil général de Saône-et-Loire (1992 → 1994) Président de la CC Entre Saône et Grosne (2001 → 2008) |
| mars 2008                                | 14 octobre 2015 | Jean Bourdaillet  | DVD          | Commerçant |
| 14 octobre 2015                          | En cours        | Florence Marceau  | DVD          | |
| Les données manquantes sont à compléter. |                 |                   |              | |

## Population et société

### Démographie

Les vignobles du Mâconnais.

L'évolution du nombre d'habitants est connue à travers les recensements de la population effectués dans la commune depuis 1793. Pour les communes de moins de 10 000 habitants, une enquête de recensement portant sur toute la population est réalisée tous les cinq ans, les populations de référence des années intermédiaires étant quant à elles estimées par interpolation ou extrapolation. Pour la commune, le premier recensement exhaustif entrant dans le cadre du nouveau dispositif a été réalisé en 2005.

En 2022, la commune comptait 2 911 habitants, en évolution de −7,5 % par rapport à 2016 (Saône-et-Loire : −1,06 %, France hors Mayotte : +2,11 %).
| 1793  | 1800  | 1806  | 1821  | 1831  | 1836  | 1841  | 1846  | 1851  |
| ----- | ----- | ----- | ----- | ----- | ----- | ----- | ----- | ----- |
| 1 663 | 2 345 | 2 545 | 2 349 | 2 458 | 2 585 | 2 638 | 2 559 | 2 511 |

| 1856  | 1861  | 1866  | 1872  | 1876  | 1881  | 1886  | 1891  | 1896  |
| ----- | ----- | ----- | ----- | ----- | ----- | ----- | ----- | ----- |
| 2 663 | 2 641 | 2 737 | 2 709 | 2 649 | 2 614 | 2 606 | 2 437 | 2 414 |

| 1901  | 1906  | 1911  | 1921  | 1926  | 1931  | 1936  | 1946  | 1954  |
| ----- | ----- | ----- | ----- | ----- | ----- | ----- | ----- | ----- |
| 2 346 | 2 282 | 2 147 | 2 027 | 2 037 | 2 064 | 2 001 | 2 016 | 1 949 |

| 1962  | 1968  | 1975  | 1982  | 1990  | 1999  | 2005  | 2006  | 2010  |
| ----- | ----- | ----- | ----- | ----- | ----- | ----- | ----- | ----- |
| 2 030 | 2 116 | 2 269 | 2 372 | 2 568 | 2 962 | 2 990 | 2 961 | 3 101 |

| 2015  | 2020  | 2022  | - | - | - | - | - | - |
| ----- | ----- | ----- | - | - | - | - | - | - |
| 3 144 | 2 943 | 2 911 | - | - | - | - | - | - |

## Cultes
Sennecey-le-Grand appartient à la paroisse Saint-Martin-entre-Grosne-et-Saône, qui relève du diocèse d'Autun, et a son siège à Sennecey-le-Grand.

## Culture locale et patrimoine

### Lieux et monuments
Sont à découvrir sur le territoire de Sennecey-le-Grand : 

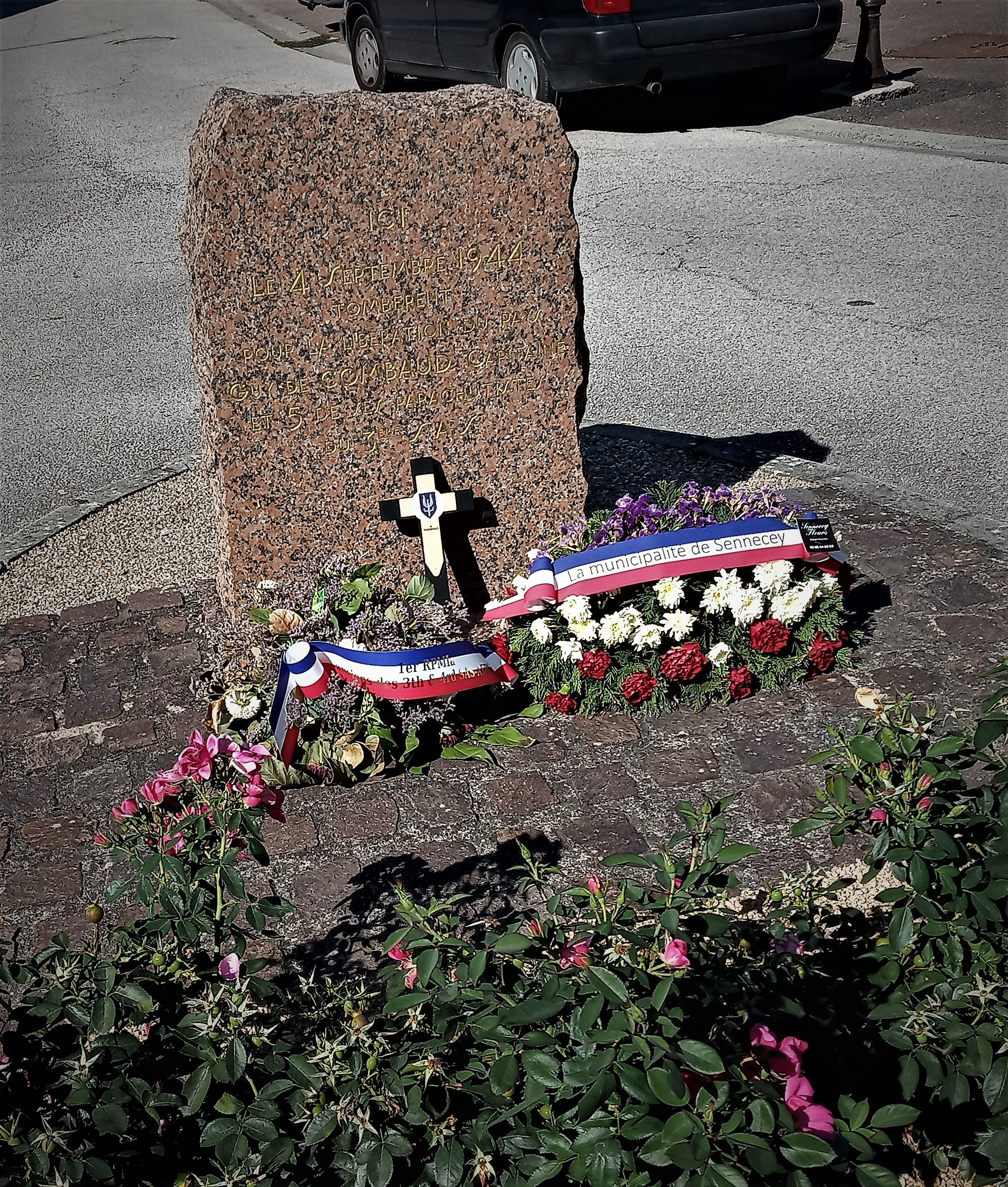
Stèle à Guy de Combaud de Roquebrune, officier des SAS, mort le 4 septembre 1944 avec cinq de ses parachutistes, à Sennecey-le-Grand.

- l'église paroissiale Saint-Julien de Sennecey-le-Grand ;
- l'église romane Saint-Julien de Sennecey-le-Grand, l'une des deux églises de Sennecey-le-Grand (dont l'intérieur a été intégralement restauré de 2004 à 2022[35]), nichée dans le vieux bourg de Sennecey et disposant de trois chapelles (chapelle de Lugny de la fin du XVe siècle dédiée à la Vierge, chapelle de Vellaufant de la fin du XIVe siècle et chapelle de Broard du XVe siècle)[36] ;
- la croix de Saint-Julien-de-Sennecey, datée de 1593, qui est la plus remarquable des douze croix ou calvaires répartis dans différents lieux stratégiques de la commune ;
- ce qu'il reste du château de Sennecey-le-Grand (démoli en 1825, et dont ne subsistent que, d'une part, les fortifications avec bastions et fossés et, d'autre part, les communs des XVIe et XVIIe siècles, dans lesquels sont installés à l'est l'hôtel de ville ainsi que l'office de tourisme et à l'ouest le presbytère, siège de la paroisse Saint-Martin-entre-Saône-et-Grosne)[37] ;
- le château de la Tour de Sennecey ;
- le château de Ruffey, jadis propriété de la famille de Lugny, au hameau du même nom ;
- le château de la Tour de Vers, qui a conservé deux tours du XVe siècle et appartint au baron d'Empire Claude Petit, général de Napoléon Ier[38] ;
- l'apothicairerie et musée de l'ancien Hôtel-Dieu (aujourd'hui maison de retraite), qui dispose d'armoires aux boiseries de style Louis XV renfermant des pots à onguents décorés et relate les soins prodigués naguère par les sœurs (lits, table de soins, instruments)[39] ;

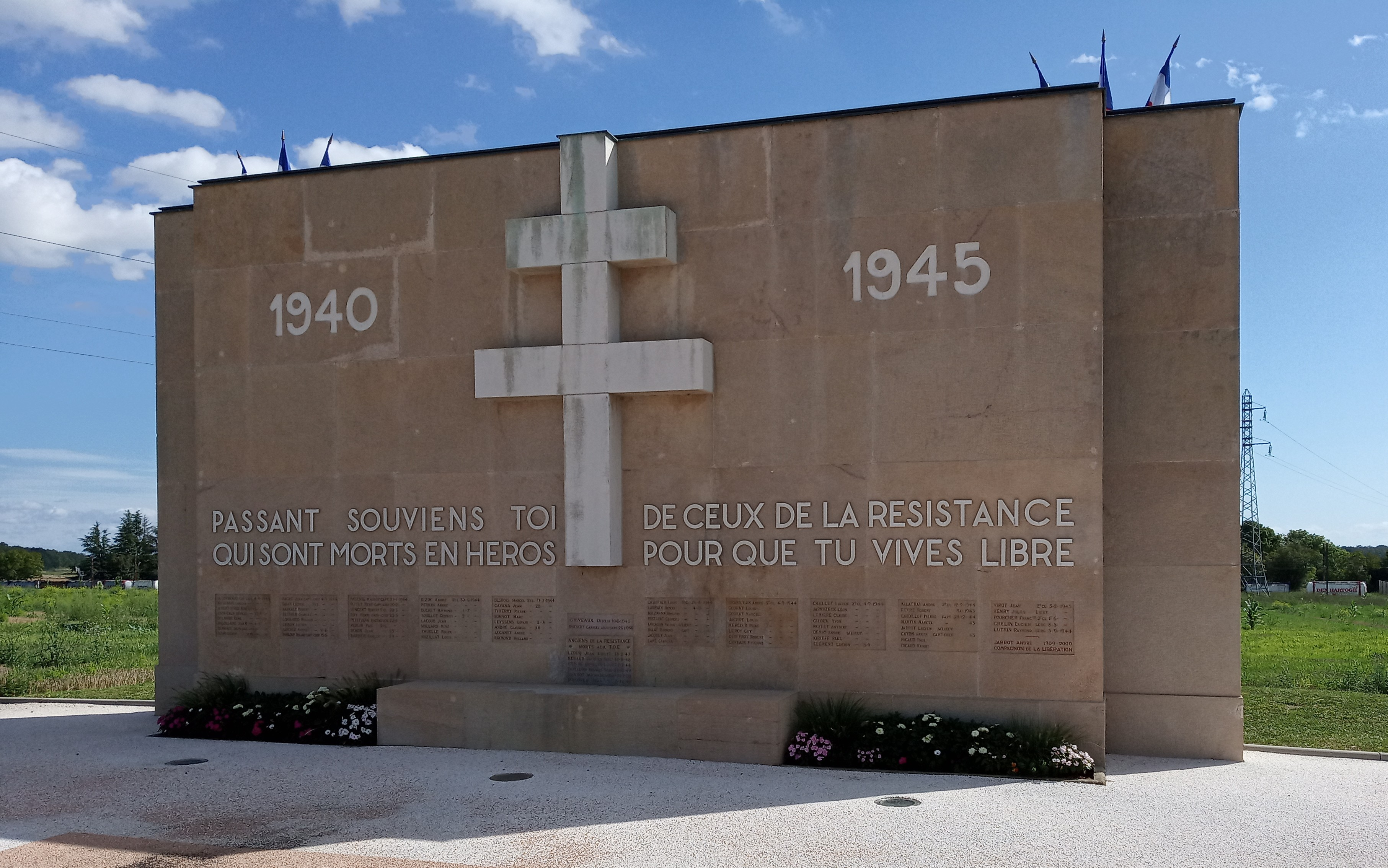
Monument commémoratif de la Libération de Sennecey-le-Grand dit Mur de la Résistance avec l'inscription :Passant souviens-toi de ceux de la Résistance qui sont morts en héros pour que tu vives libre.

- la stèle commémorative de Guy de Combaud de Roquebrune (1904-1944)[40], rendant hommage à un officier des SAS qui prit part, avec son détachement de quatre jeeps, à une action héroïque visant à libérer la ville de ses occupants allemands (avenue du 4-Septembre-1944) ;
- le « Mur de la Résistance », en bordure de RN 906, à la sortie Nord de Sennecey-le-Grand. Il est inauguré le 4 septembre 1946 par Jacques Chaban-Delmas, pour le deuxième anniversaire de la Libération de la ville. Le général de Gaulle s'y rend avec son épouse lors d'une commémoration  le 21 septembre 1947. Quatre-vingt-six noms sont gravés[41] : résistants, FFI des maquis locaux et des SAS et soldats de la Première Armée française morts pour la libération de Sennecey et de sa région. Le nom du résistant André Jarrot y est joint en 2000[42];

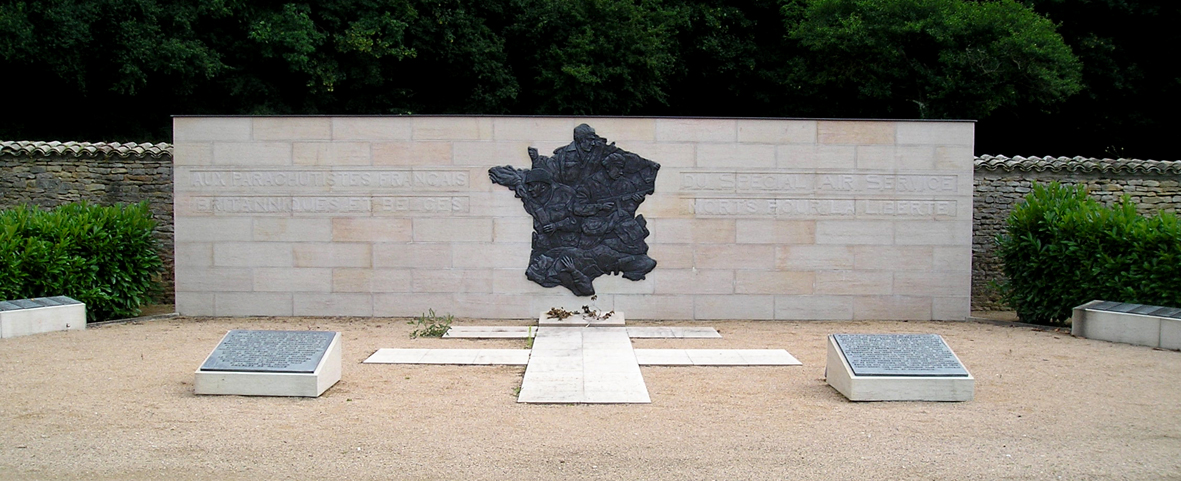
Mémorial des parachutistes du Special Air Service (Sennecey-le-Grand)

- le mémorial international dédié aux parachutistes français libres, et à l'ensemble du Special Air Service[43] ;
- le musée international des parachutistes du Special Air Service, installé dans l'un des bastions de l'ancien château de Sennecey pour relater l'histoire du 3e régiment de SAS (dont quatre jeeps combattirent le 4 septembre 1944 dans les rues de Sennecey, en arrière des lignes) ;
- au hameau de Ruffey : le site de l'ancien château construit au début du XVIIIe siècle par les Chiquet, importante famille bourgeoise de Chalon-sur-Saône (incendié par la Résistance en 1944, et dont l'ancien parc est aujourd'hui jardin municipal)[44] ;
- la fontaine, le lavoir et la chapelle[45] du hameau de Viel Moulin (aujourd'hui rattaché au bourg) ;
- au petit hameau de Sens : la chapelle Saint-Médard, qui a pour curiosité le sarcophage romain que l'on peut y voir accolé à la façade ;
- une remarquable allée de mûriers (conduits originellement en têtards pour la fourniture de fourrage pour les vers à soie), derniers témoins d’une activité qui prospéra dans le Val-de-Saône[46].

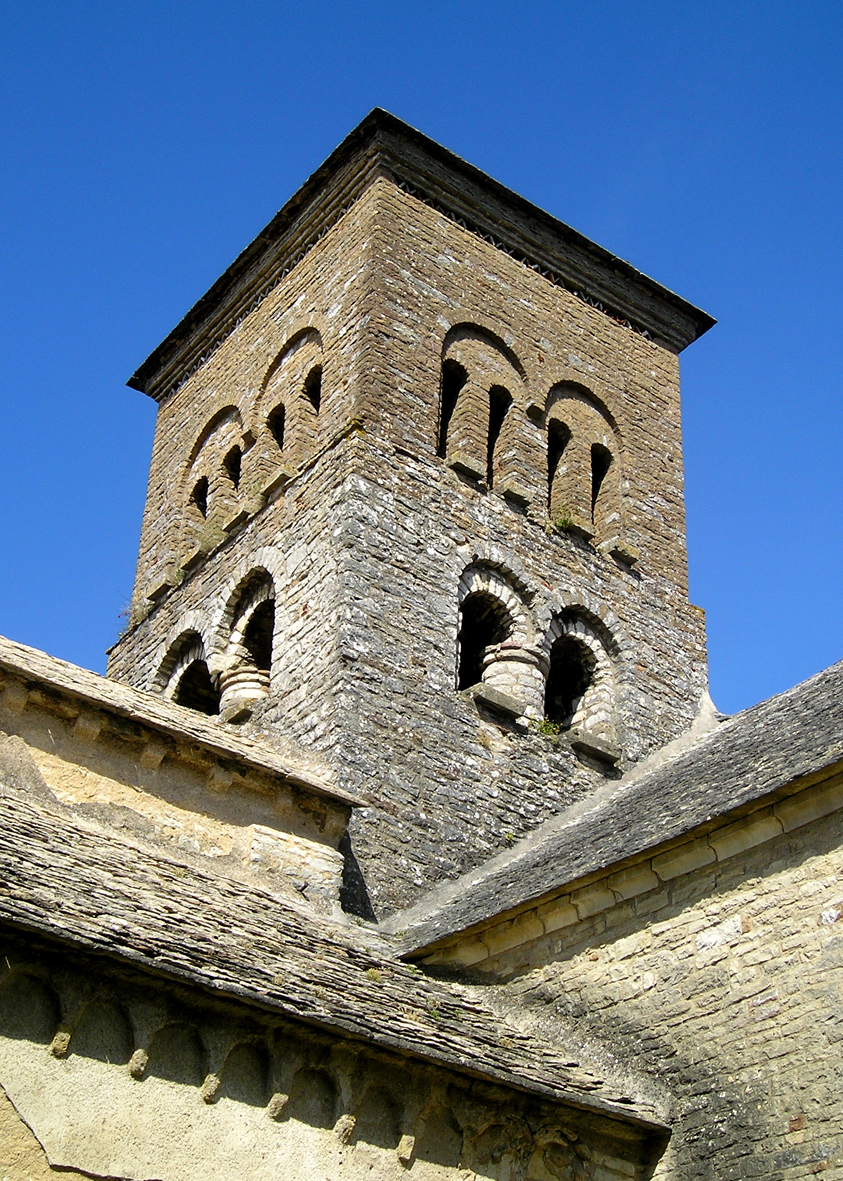
Le clocher de l'église romane Saint-Julien.
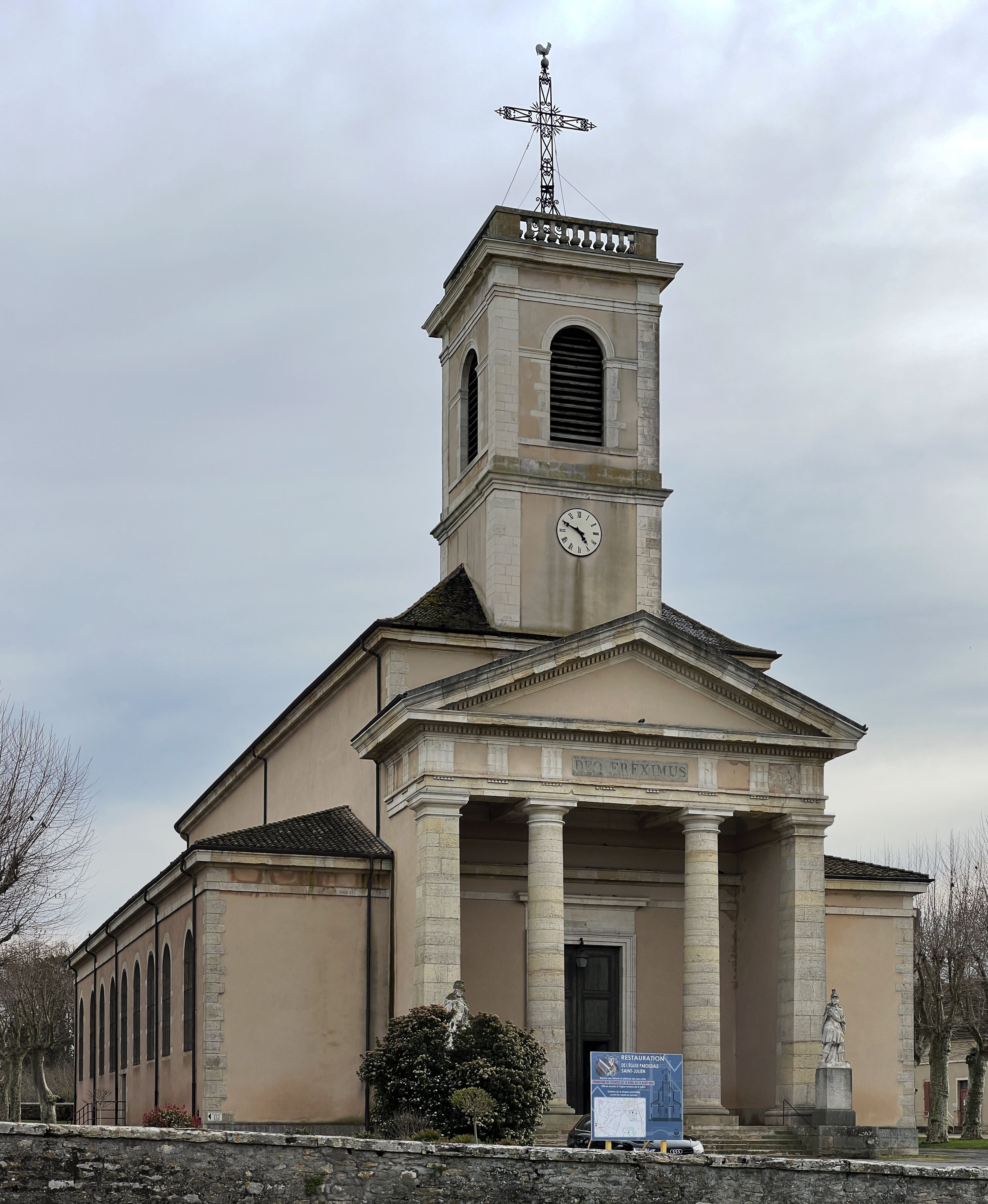
Extérieur de l'église paroissiale Saint-Julien.
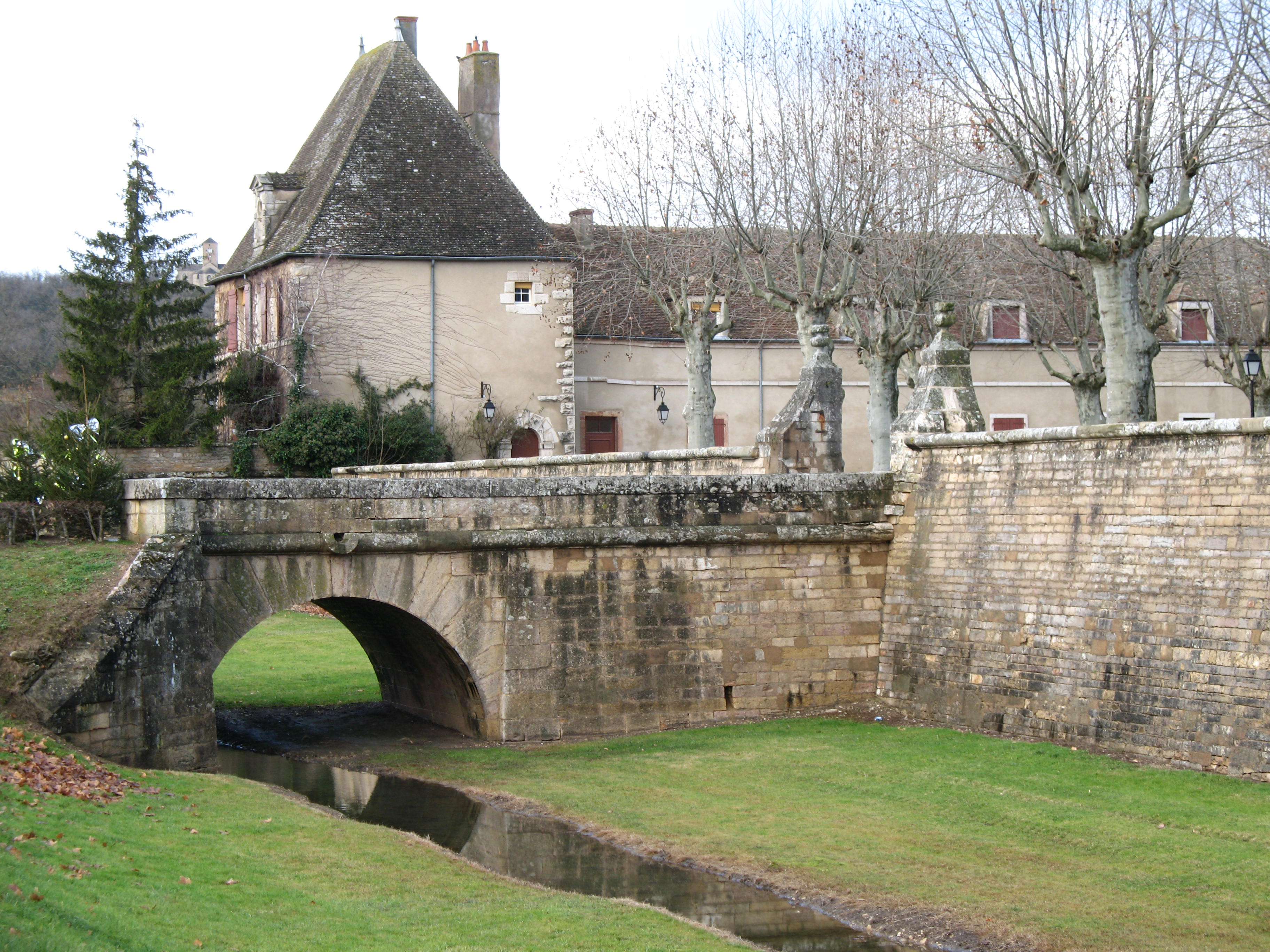
Ancien château de Sennecey-le-Grand .
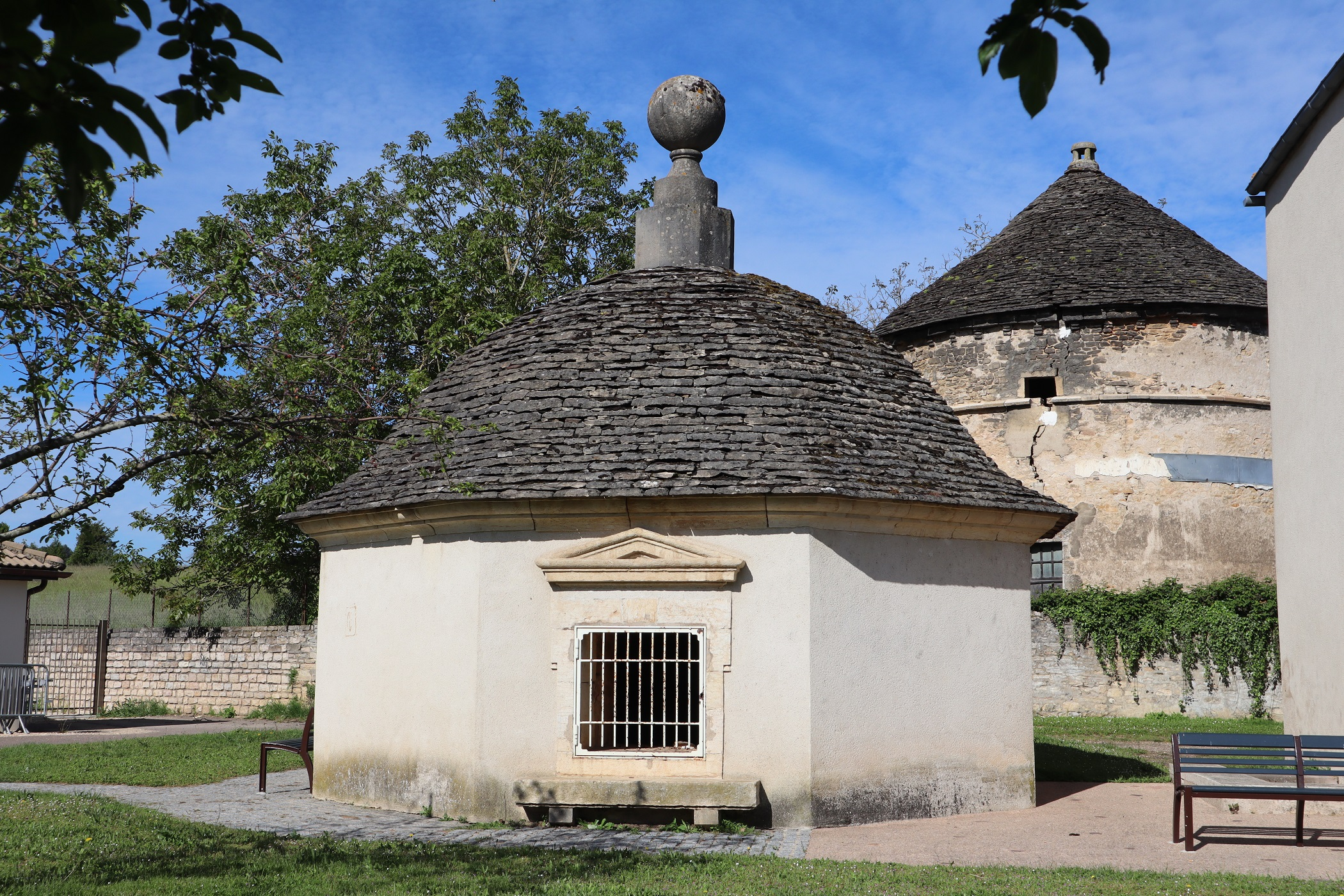
Oratoire.

### Personnalités liées à la commune
- David François Etienne Pierre Laurent Niépce, mort le 28 janvier 1769 à Sennecey-le-Grand, colonel de la Révolution et de l'Empire, ancien maire de Sennecey-le-Grand et conseiller général du canton. Le collège de la ville porte son nom depuis le 9 septembre 1988.
- Guillaume Alexandre, marquis de Vieux-Pont et de Sennecey, également seigneur de Saintines dans l'Oise, lieutenant général des armées du roi et de la province du Beauvaisis, gouverneur des villes et citadelles de Charlemont et Givet, et commandeur pour le Roy à Douay.
- Henri Bergeret, né le 21 août 1897 à Sennecey-le-Grand (Saône-et-Loire), il fut député et conseiller général de la Loire de 1946 à 1951. Il fut enfin adjoint au maire de Saint-Étienne de 1944 à 1953.
- Jean-Paul Émorine, né le 20 mars 1944 à Sennecey-le-Grand, ancien maire, ancien sénateur de Saône-et-Loire, ancien député de la cinquième circonscription de Saône-et-Loire, et ancien conseiller général du canton de Sennecey-le-Grand.
- Michel Chevalier, né le 25 août 1940 à Sennecey-le-Grand, footballeur professionnel à Nancy, Angers, Lille et Grenoble, finaliste de la Coupe de France 1962 avec le FC Nancy.
- Charle-Louis Marle, grammairien né le 8 juin 1799 à Sennecey-le-Grand, mort le 25 novembre 1860.

### Héraldique
| Blason de Sennecey-le-Grand | Blason  | D'azur au lion couronné d'or.                    |
| Blason de Sennecey-le-Grand | Détails | Le statut officiel du blason reste à déterminer. |

## Pour approfondir